# What Every Woman Wants (film fra 1919)
What Every Woman Wants er en amerikansk stumfilm fra 1919 af Jesse D. Hampton.

## Medvirkende
- Wilfred Lucas som Horace Lennon
- Grace Darmond som Gloria Graham
- Forrest Stanley som Philip Belden
- Percy Challenger som Timothy Dunn
- Bertram Grassby som Marston Hughes